# Shoma Kanda
Shoma Kanda (japanisch 神田 渉馬 Kanda Shoma; * 9. Juli 2002 in der Präfektur Nagano) ist ein japanischer Fußballspieler.

## Karriere
Shoma Kanda erlernte das Fußballspielen in der Schulmannschaft der Minami Matsumoto Secondary School sowie in der Jugendmannschaft des Matsumoto Yamaga FC. Hier unterschrieb er am 1. Februar 2021 auch seinen ersten Vertrag. Der Verein aus Matsumoto, einer Stadt in der Präfektur Nagano, spielte in der dritten japanischen Liga. In seiner ersten Saison kam er nicht zum Einsatz. Sein Drittligadebüt gab Shoma Kanda am 31. Juli 2022 (19. Spieltag) im Heimspiel gegen Vanraure Hachinohe. Bei der 0:1-Heimniederlage stand er in der Startelf und spielte die kompletten 90 Minuten.